# 马翁奶酪
马翁奶酪（西班牙語：queso de Mahón）產自西班牙的梅諾卡島的马翁。马翁奶酪的外形為不規則的正方形。马翁奶酪的外殼呈金黃色，會隨成熟度程度加深，芝士肉則為象牙色，亦會隨成熟度變硬。马翁奶酪有牛奶般的香味，但味道卻比較酸。